# إلينتون أندراند

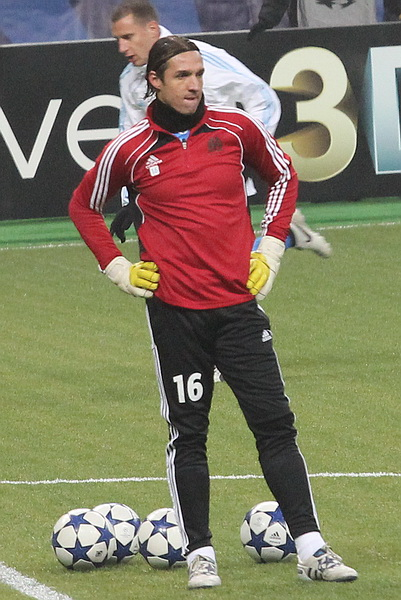

إلينتون أندراند (بالبرتغالية: Elinton Andrade) (مواليد 30 مارس 1979 في سانتا ماريا - البرازيل) لاعب كرة قدم برازيلي يلعب حاليا لصالح نادي الدرجة الأولى مرسيليا الفرنسي منذ 2009 في مركز حارس مرمى .

## روابط خارجية
- إلينتون أندراند على موقع إي إس بي إن إف سي (الإنجليزية)
- إلينتون أندراند على موقع قاعدة بيانات كرة القدم.إي يو (الإنجليزية)
- إلينتون أندراند على موقع ليكيب (الفرنسية)
- إلينتون أندراند على موقع Soccerway.com (الإنجليزية)
- إلينتون أندراند على موقع عالم كرة القدم.نت (الإنجليزية)
- إلينتون أندراند على موقع كووورة